# Battaglia di Messina
La battaglia di Messina (Messana all'epoca) fu la prima azione militare di Roma svolta al di fuori della penisola italiana. Fu anche il primo scontro tra forze romane e Cartaginesi; le due città-stato, infatti, per secoli si erano limitate a difendere (o aggredire) le rispettive "zone di influenza" ma riconoscendole reciprocamente con una serie di trattati. La battaglia di Messina viene considerata l'inizio della prima guerra punica.

## Situazione
Nel 288 a.C., subito dopo la morte del Basileus di Sicilia Agatocle, un gruppo di mercenari Italici di origine osca, autonominatisi Mamertini occuparono Messana, uccisero gli uomini e presero le donne. Utilizzando Messina come base per le operazioni, iniziarono una serie di saccheggi dei territori vicini. Così facendo riuscirono ad attirarsi le ire di Gerone II, Tiranno di Siracusa e Basileus di Sicilia il quale
(Polibio, Storie, I, 9, BUR. Milano, 2001. trad.: M. Mari.)
I Mamertini chiesero l'aiuto di Cartagine, da secoli in lotta con Siracusa e contemporaneamente l'assistenza militare della Repubblica romana basando la richiesta sulla comune ascendenza italica, diversa dai Sicelioti di Siracusa e dai Cartaginesi.
A Roma si discusse molto. I Romani avevano appena condannato a morte i loro stessi concittadini (mercenari che analogamente ai Mamertini avevano combattuto per Reggio e poi se ne erano impadroniti). Il Senato non poteva autorizzare l'intervento a Messina.
Però, come Polibio stesso osserva, i Romani
(Polibio, Storie, I, 10, BUR. Milano, 2001. trad.: M. Mari.)
Il senato non ratificò quindi la proposta. Ma il popolo...
(Polibio, Storie, I, 11, BUR. Milano, 2001. trad.: M. Mari.)
Roma formò un'alleanza con i Mamertini e nel successivo 264 a.C. inviò a Messina uno dei due consoli Appio Claudio Caudice con le sue due legioni. Le altre due legioni romane furono affidate a Marco Fulvio Flacco.

## Ostilità

Percorso dell'esercito cartaginese prima della battaglia di Messana

Cartagine aveva risposto all'appello di Messina molto più prontamente; una flotta punica "amica" aveva occupato il porto messinese e il comandante cartaginese si era insediato nella rocca. Di fatto controllava la città. I Mamertini,
(PolibioStorie, I, 11, BUR. Milano, 2001. trad.: M. Mari.)
Si trattò quindi, di une vera e propria deditio come quella di Capua all'inizio delle Guerre sannitiche. La città rinunciava all'indipendenza chiedendo di essere protetta contro i nemici dalla superiore forza militare romana. Che poi il governo della città non fosse proprio del tutto legale stava diventando rapidamente un fatto secondario. Cartagine era stata estromessa dallo stretto e questo era il risultato che si voleva. Messina era diventata romana quindi, anche se ex post, Roma aveva il "diritto" di stare in Sicilia.
I Cartaginesi non rimasero passivi. Per prima cosa crocifissero il loro stesso comandante (Zonara, VIII, 9, 1 ss - ci dà il nome Annone) ritenendo che avesse agito con viltà e sconsideratamente, posero la flotta nei pressi di Capo Peloro e le forze terrestri vicino alle Sine (oggi luogo non determinato, probabilmente sulla costa a nord di Messina). Gerone (diventato Gerone II di Siracusa) pensò che allearsi con Cartagine in funzione anti-Mamertini fosse una buona mossa strategica, stipulò un trattato con i Cartaginesi, uscì dalla città con le sue truppe e si accampò a sud di Messina abbozzando un'azione "a tenaglia".
Appio Claudio, in un primo momento cercò di evitare il combattimento; con una mossa dal sapore diplomatico, quasi a volersi porre al di sopra della mischia e velare l'attivo interesse romano sullo Stretto, cercò di mediare fra i Mamertini e gli assedianti. Inutilmente.
Appio dovette mostrare attivamente che Roma era lì per avere voce in capitolo, pose le legioni sul terreno e attaccò i Siracusani. La battaglia, a quanto dice Polibio fu lunga ma i Siracusani dovettero cedere e ritirarsi nel loro accampamento. Durante la notte Gerone e i suoi ritornarono a Siracusa. Il giorno successivo Appio, saputo della ritirata, alle prime luci dell'alba attaccò i Cartaginesi. Anche qui la vittoria fu romana e i nemici dovettero cercare scampo nelle città vicine. Appio ritornò allora sui suoi passi, si diresse a Siracusa e pose l'assedio.

## Risultati
A Roma, quando si seppe dei brillanti risultati di Appio si decise di inviare in Sicilia entrambi i consoli (nel frattempo erano stati eletti Manio Otacilio Crasso e Manio Valerio Massimo Messalla con tutte e quattro le legioni; 16000 fanti e 1200 cavalieri. Dovette essere un discreto shock per la Sicilia perché 
(Polibio, Storie, I, 16, BUR. Milano, 2001. trad.: M. Mari.)
I consoli accettarono la pace, Gerone dovette restituire i prigionieri senza ricevere il riscatto, il versamento di 100 talenti d'argento e impegnarsi a supportare dal punto di vista logistico le attività belliche di Roma in Sicilia. Questo sollevò l'Urbe da una serie di problemi derivanti dal totale controllo del mare della flotta cartaginese.
Ratificato l'accordo dal popolo, Roma ridusse le truppe di occupazione a due legioni ma Cartagine, constatato che ormai Siracusa era ridiventata nemica e che ora anche Roma era pesantemente coinvolta nelle vicende dell'Isola, arruolò mercenari Liguri, Celti e Iberici per rinforzare le proprie guarnigioni; li concentrò ad Agrigento. I successivi consoli Lucio Postumio Megello e Quinto Mamilio Vitulo, inviati in Sicilia con, nuovamente, quattro legioni vi si scatenarono contro nella battaglia di Agrigento.

## Fonti
- Polibio, Storie, BUR, Milano, 2001. trad.: M. Mari.